# Glockenberg 3/4 (Coburg)

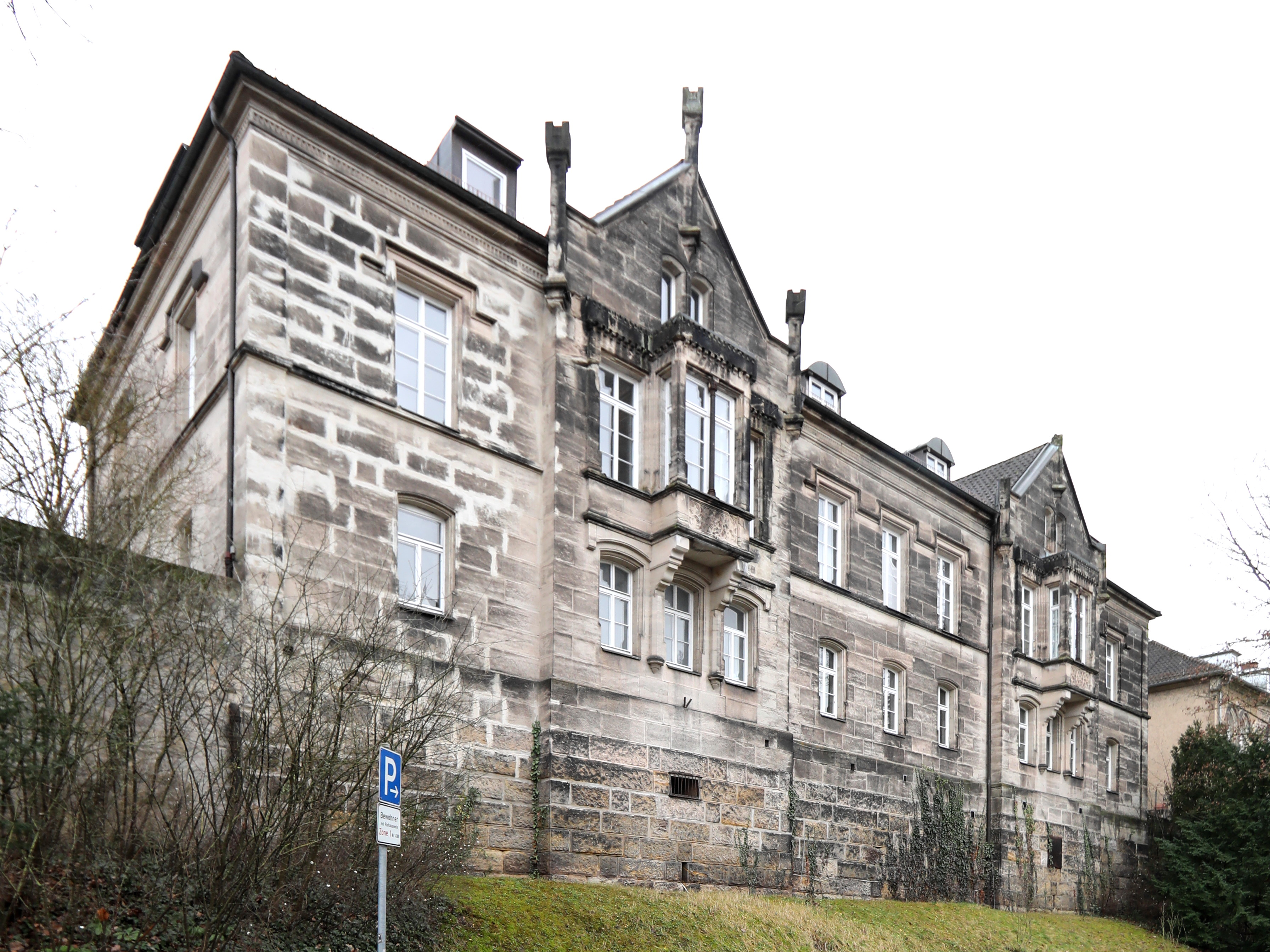
Doppelwohnhaus Glockenberg 3/4, Front zur Oberen Anlage

Das Doppelwohnhaus Glockenberg 3/4 steht in der oberfränkischen Stadt Coburg. Das denkmalgeschützte, zweigeschossige Walmdachgebäude wurde 1859 errichtet.

## Geschichte
Die herzogliche Domänenverwaltung veranlasste im Jahr 1859, nach der Auflassung der herzoglichen Reitbahn am Glockenberg 1835, die Bebauung des Areals mit einem Doppelmietshaus nach den Plänen des Baubeamten in Diensten von Herzog Ernst II. von Sachsen-Coburg und Gotha Georg Konrad Rothbart. Im Jahr 1919 wurde der Freistaat Coburg gemäß dem Abfindungsvertrag mit dem Herzog Carl Eduard Eigentümer des Domänengutes, das 1920 auf den Freistaat Bayern überging. In der Folge kam das Gebäude in Besitz des Bayerischen Forst- und Domänenamtes Coburg. In dem Haus 3 wohnte unter anderem Rudolf Kaemmerer, Landrat des Landkreises Coburg.
In den 1990er Jahren wurden die Hauseingänge mit Vordächern versehen und die Fassade saniert. Außerdem erfolgte eine Dachsanierung mit Einbau einer Wohnung und der Einbau von Dachgauben.

## Architektur
Der zweigeschossiger Walmdachbau steht südöstlich vom Altstadtzentrum in erhöhter Lage über der Oberen Anlage und ist über die Straße Glockenberg erschlossen. Die symmetrische, traufständige Schaufassade aus Sandsteinquadern zur Oberen Anlage hat sieben zu zwei Fensterachsen. Das aufgrund der Hanglage bestehende hohe Sockelgeschoss war ursprünglich eine Stützwand der ehemaligen herzoglichen Reitbahn. Die neugotisch gestaltete Geschossfassade darüber hat im Erdgeschoss Stichbogenfenster und im Obergeschoss höhere, rechteckige Fenster, teilweise mit gewinkeltem Sturz. Sie ist durch zwei dreiachsige, mit drei Türmchen besetzte Zwerchgiebelrisalit gegliedert, die im Obergeschoss mit einem Kastenerker auf Profilkonsolen mit kurzen Diensten, einer Maßwerkbrüstung und einem Zinnenabschluss mit kleiner Altane versehen sind.

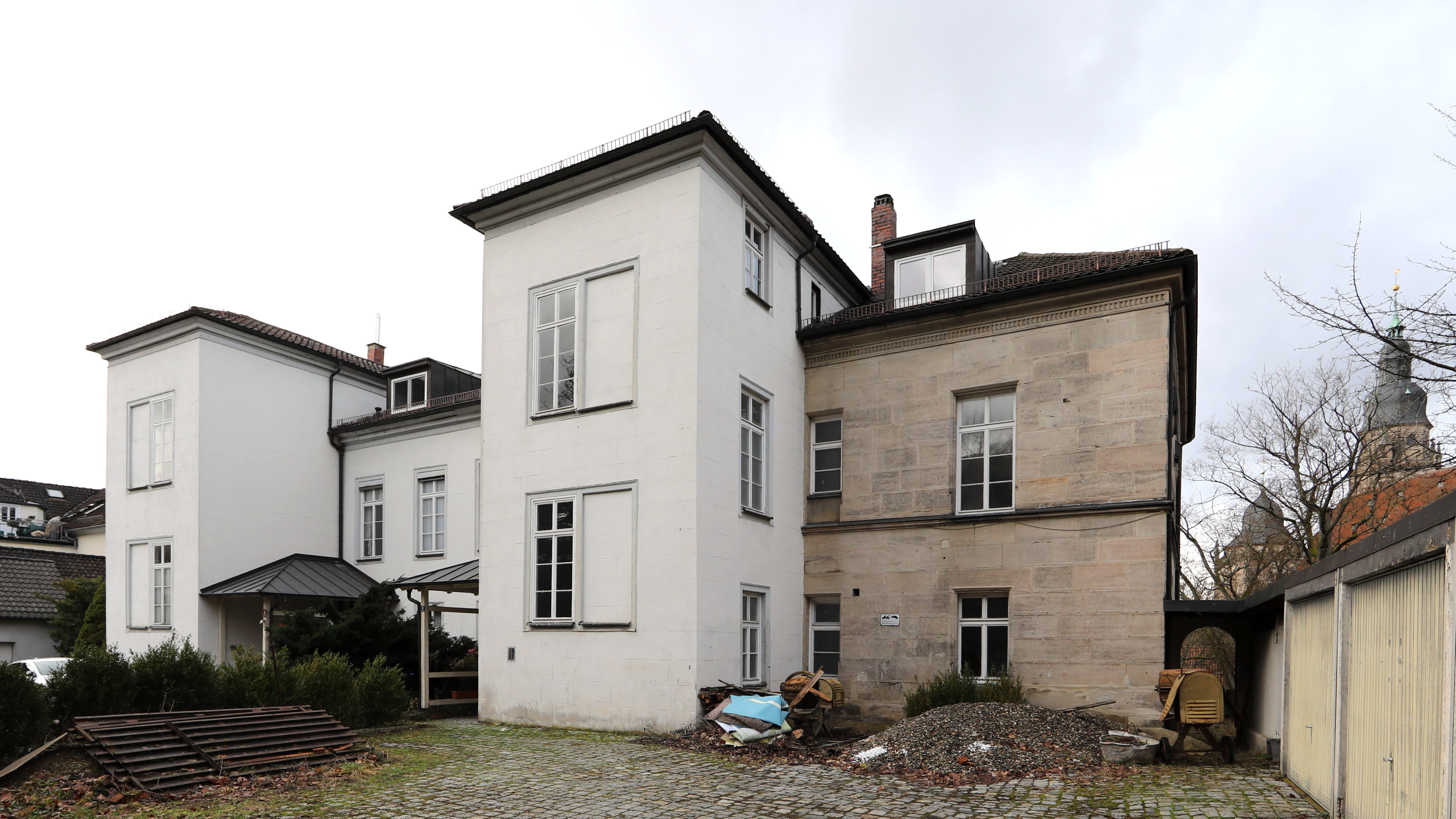
Doppelwohnhaus Glockenberg 3/4, rückwärtige Front

Die rückwärtige, östliche Fassade zum Glockenberg prägen zwei um eine Fensterachse vorspringende, verputzte Treppenhäuser mit flachen Walmdächern und überdachten Hauseingängen.